# اسامه نجیفی
اسامه عبدالعزیز النُجَیفی (متولد ۱۹۵۶ در موصل) سیاستمدار عراقی و معاون دوم رئیس‌جمهور عراق است که از سال ۲۰۱۰ ریاست مجلس نمایندگان عراق را بر عهده دارد. وی از عرب‌های سنی‌مذهب است و وزیر صنایع در دولت انتقالی عراق پس از سقوط صدام بود.
نجیفی در انتخابات‌های سال ۲۰۰۵ و ۲۰۱۰ مجلس عراق از اعضای ائتلاف العراقیه بود. العراقیه در انتخابات ۲۰۱۰ بیشترین کرسی‌های پارلمان را به دست آورد اما موفق به تشکیل دولت نشد.
زمانی که نیروهای دولت در آوریل سال ۲۰۱۳ علیه معترضان شهر حویجه در شمال عراق اقدام کردند، نجیفی استعفای کابینه و برگزاری انتخابات زودهنگام را به نام « آشتی ملی » خواستار شد.
نجیفی در خانواده‌ای متمول در شهر موصل مرکز استان نینوا به دنیا آمده‌است. وی در سال ۱۹۷۸ مدرک مهندسی برق را از دانشگاه موصل دریافت کرده و در زمینه ساخت نیروگاه برق فعالیت داشته‌است. برادرش اثیل نجیفی از سال ۲۰۰۹ فرماندار نینواست.